# کلی اوهارا
کلی مورین اوهارا (انگلیسی: Kelley Maureen O'Hara متولد ۴ اوت ۱۹۸۸) بازیکن بازنشسته فوتبال در پست هافبک اهل ایالات متحده آمریکا است. از باشگاه‌هایی که در آن بازی کرد می‌توان به گلد پراید، بوستون بریکرز و اسکای بلو اف‌سی اشاره کرد. وی همچنین برای تیم ملی فوتبال زنان آمریکا نیز بازی می‌کرد.

## نگارخانه

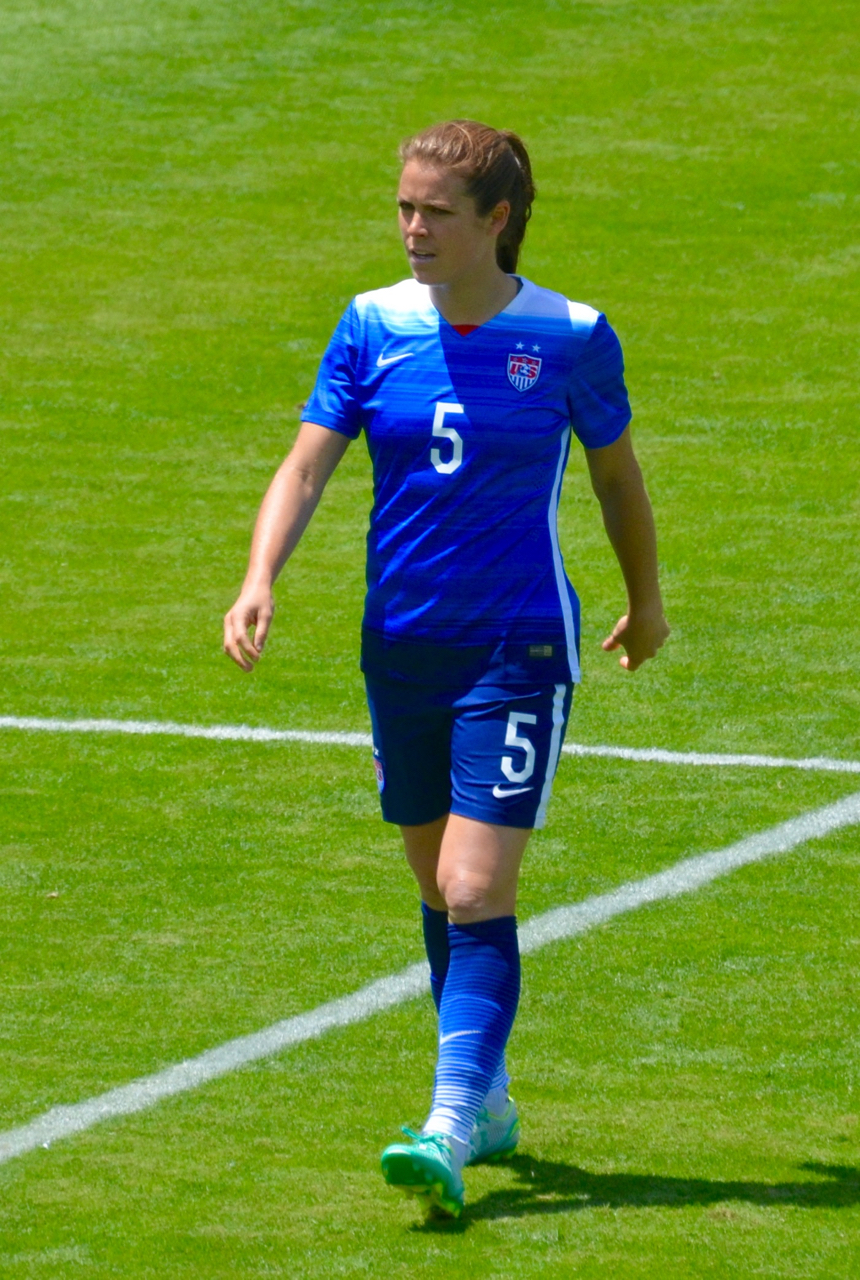